# 西岬観光
西岬観光（にしざきかんこう）は、千葉県千葉市緑区椎名崎町に本社を置く、ビィー・トランセホールディングス傘下のハイヤー・バス事業者である。

## 沿革
西岬観光は、ビィー・トランセグループの創業企業であり、1965年にタクシー5台で営業を開始した。「西岬」は、創業者の出身地に近い南房総エリアの地名である。
本社は当初、千葉市中央区南町にあったが、宮崎町を経て1994年に現在地の緑区椎名崎町に移転した。
タクシー事業のほか、1992年から城西国際大学の送迎バス運行を行っており、県内外を含め6ルートに拡大している。また、1999年には千葉県内初の介護タクシー、2002年には県内初のタクシー運転代行を開始した。
2006年には、JR蘇我駅からちはら台方面への深夜帰宅者向け乗合タクシー「西岬ナイトシャトル」を開業したがその後休止、2010年からは同型車両を使用して、千葉市 - 成田空港間を結ぶ空港乗合タクシー「マイタウンシャトル」を運行していたが、こちらもサービスを終了した。
成田空港アクセスについては、グループの平和交通も高速バス「THEアクセス成田」（現・「エアポートバス東京・成田」）の運行を開始したが、大幅な増便により高速バスの車庫が不足したため、2015年に本社内に平和交通椎名崎営業所が併設されたが、2017年からPASMOに加盟して高速バス事業に参入の後、平和交通椎名崎営業所を引き継ぐ形でエアポートバス東京・成田をはじめとするグループ路線の一部便を担当するようになっている。
なお、流し営業のタクシー部門は三ツ矢エミタスグループに売却（現・鹿野西岬タクシー）されているほか、前述の通り「マイタウンシャトル」も2018年1月に営業を終了し、グループスローガンに反しタクシー事業は行っていない状態となっている（ハイヤー事業のみ継続）。

## 現行高速路線

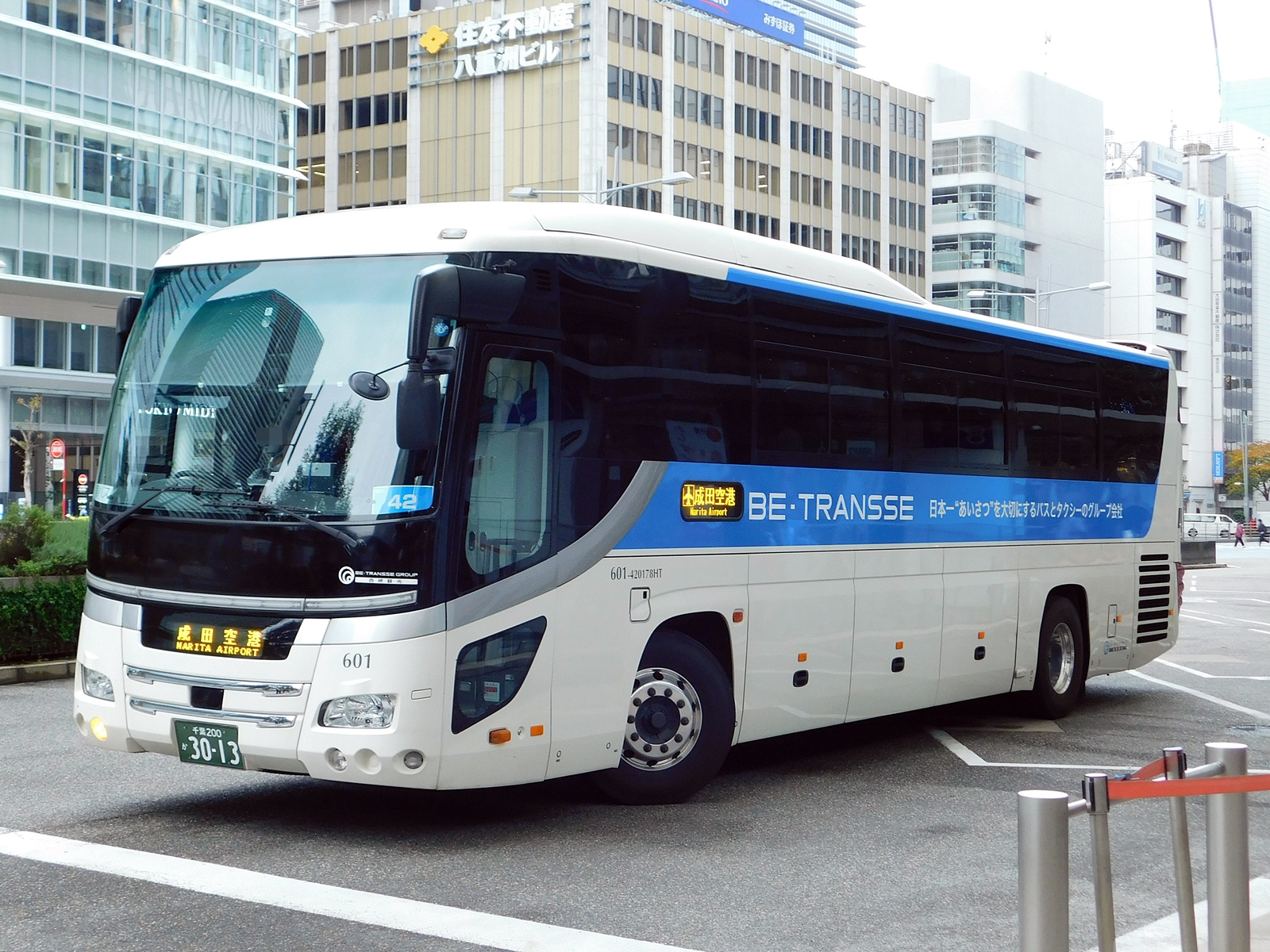
西岬観光が運行する「エアポートバス東京・成田」

### マイタウンライナー
- 東雲イオン前 - 銀座駅 - 東京駅 - 大宮町ターミナル - ちはら台駅

《平和交通と共同運行》
- 深夜急行：品川駅 → 銀座駅 → 東京駅 → 大宮町ターミナル → ちはら台駅 → 五井駅

### エアポートバス東京・成田
- 東雲イオン前 - 銀座駅 - 東京駅 - 成田空港

《平和交通・あすか交通・ジェイアールバス関東・京成バス・成田空港交通・京成バスシステムと共同運行》

### JIU東京線
- バスターミナル東京八重洲 - 城西国際大学